# Chris Prosinski
Chris Prosinski (Buffalo, 28 aprile 1987) è un ex giocatore di football americano statunitense che gioca nel ruolo di defensive back per i Jacksonville Jaguars della National Football League (NFL). Fu scelto nel corso del quarto giro (121º assoluto) del Draft NFL 2011 dai Jaguars. Al college ha giocato a football all'Università del Wyoming.

## Carriera professionistica

### Jacksonville Jaguars
Prosinski fu scelto nel corso del quarto giro del Draft 2011 dai Jacksonville Jagurars. Nella sua stagione da rookie disputò 13 partite, una delle quali come titolare, mettendo a segno 19 tackle. Nella successiva stabilì un nuovo primato personale con 53 tackle, disputando tutte le 16 gare, di cui 7 come titolare, col primo intercetto in carriera. Nel 2013 scese a 16 tackle, disputando 2 sole gare come titolare.

## Vittorie e premi
Nessuno

## Statistiche
| Partite totali      | 45 |
| Partite da titolare | 9  |
| Tackle              | 88 |
| Sack                | 0  |
| Intercetti          | 1  |
| Fumble forzati      | 0  |

Statistiche aggiornate alla stagione 2013